# Sampaio (cartunista)
José Miguel Pereira de Sampaio (São Luiz Gonzaga, 27 de julho de 1927 – Porto Alegre, 12 de janeiro de 2017) foi um cartunista brasileiro que ficou conhecido como Sampaio, nome com o qual assinava seus trabalhos. Sampaio foi um dos precursores da profissionalização do cartunista no Rio Grande do Sul e era irmão do também cartunista SamPaulo.
Criou a ilustração da capa da primeira edição do livro "Anedotário da Rua da Praia", de Renato Maciel de Sá Junior.

## Biografia
Era irmão do cartunista SamPaulo, um dos primeiros gaúchos a afirmar a atividade de cartunista como profissão e viveu exclusivamente de sua arte.
Iniciou a carreira na década de 1940, na seção de Desenho da Livraria do Globo em Porto Alegre, famoso estúdio de criação gráfica liderado por Ernst Zeuner. Depois tornou-se cartunista de vários jornais gaúchos: "Diário de Notícias", "Folha da Tarde", "Jornal da Semana", "Estado do Rio Grande" e também da "Revista do Globo". Seus cartuns apareceram também na TV Gaúcha e na TV Difusora de Porto Alegre.

## Estilo
Sampaio ficou conhecido nacionalmente pelos desenhos publicados nos anos 1940-1950 na Revista do Globo. Uma de suas marcas era o desenho de multidões, sendo considerado um dos precursores do estilo utilizado pelo ilustrador britânico Martin Handford que ficou consagrado no livro Where's Wally? (Onde Está Wally? no Brasil), no seu caso ao invés de Wally vê-se um um homem que aparecia sempre escondendo-se em algum canto da cena para urinar. Como destaca Joaquim da Fonseca:
| “ | Nos anos 1940-1950 criou, para a Revista do Globo, uma página dupla de humor, manifestando em seus cartuns uma preferência especial por multidões, onde sempre incluía um personagem dissimulado que urinava discretamente em algum canto. Com isso, foi um precursor, em mais de 40 anos, do famoso Wally. | ” |
|   | — FONSECA, Joaquim da (1999). Caricatura: a imagem gráfica do humor. Porto Alegre: Artes e Ofícios. p. 275. |   |

## Homenagens

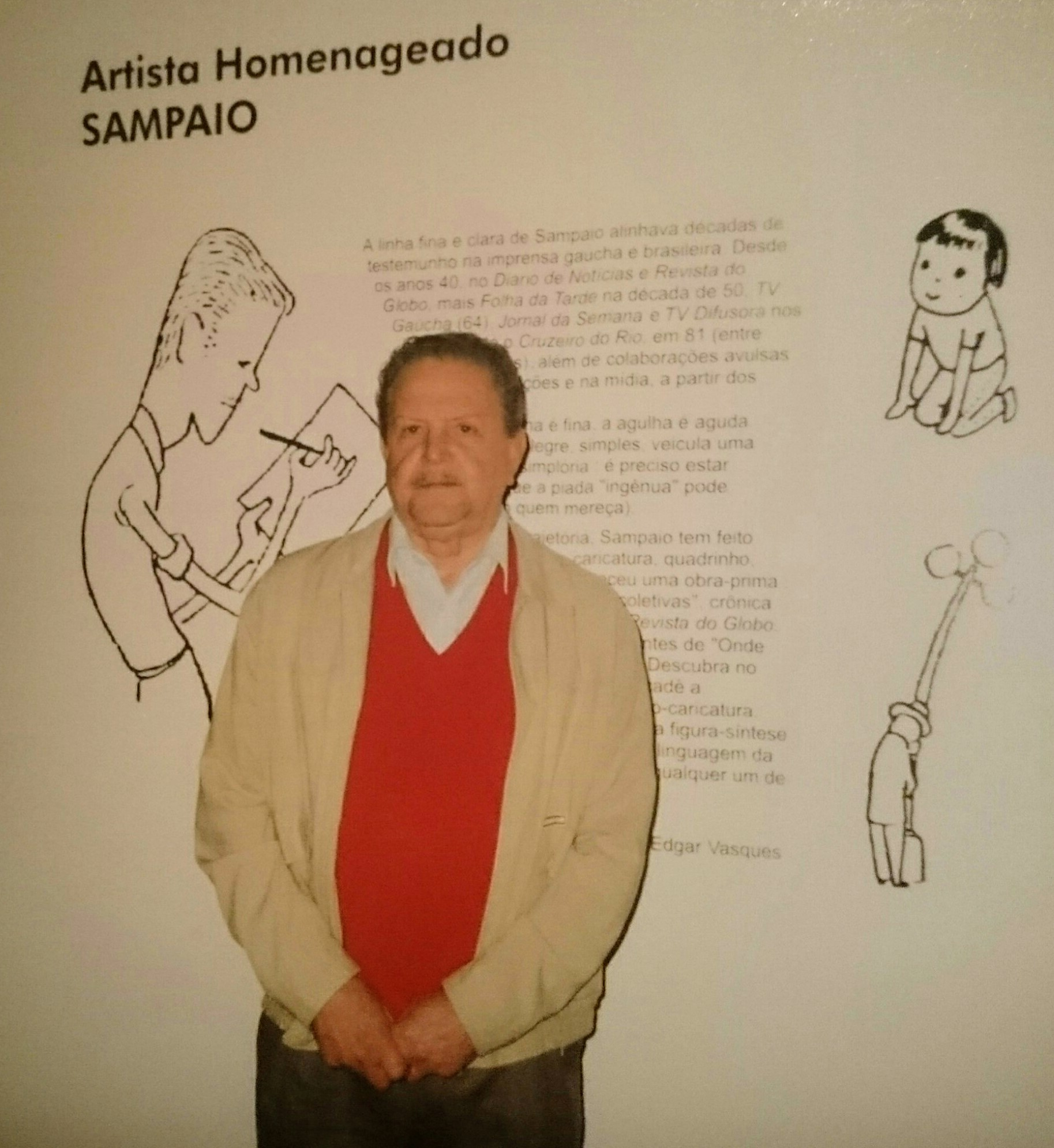
Cartunista Sampaio - Artista homenageado do XI Salão Internacional de Desenho para a Imprensa de Porto Alegre, em 2004

Em 2004, foi o homenageado do XI Salão Internacional de Desenho para a Imprensa de Porto Alegre.
Em 22 de abril de 2008, no dia do descobrimento do Brasil, a Grafar publicou em Tinta China, o canal oficial da associação Grafistas Associados do Rio Grande do Sul na internet, uma charge de Sampaio sobre o descobrimento.

## Acervo
Em julho de 2014, iniciou-se um processo de digitalização do acervo e publicação do material no blog organizado por sua filha, Maria Lucia Sampaio.

## Livros publicados

### Participações
- Quatorze bis. (1976). Editora Garatuja.[11]

- Anedotário da Rua da Praia (1981). Rio de Janeiro, Editora Globo.[4]

- Anedotário da Rua da Praia 2 (1982). Rio de Janeiro, Editora Globo.[12]

- XI Salão Internacional de Desenho para a Imprensa de Porto Alegre (2004). Porto Alegre, Prefeitura de Porto Alegre, Secretaria Municipal da Cultura.[9]